# Steinbach (Reinsberg)

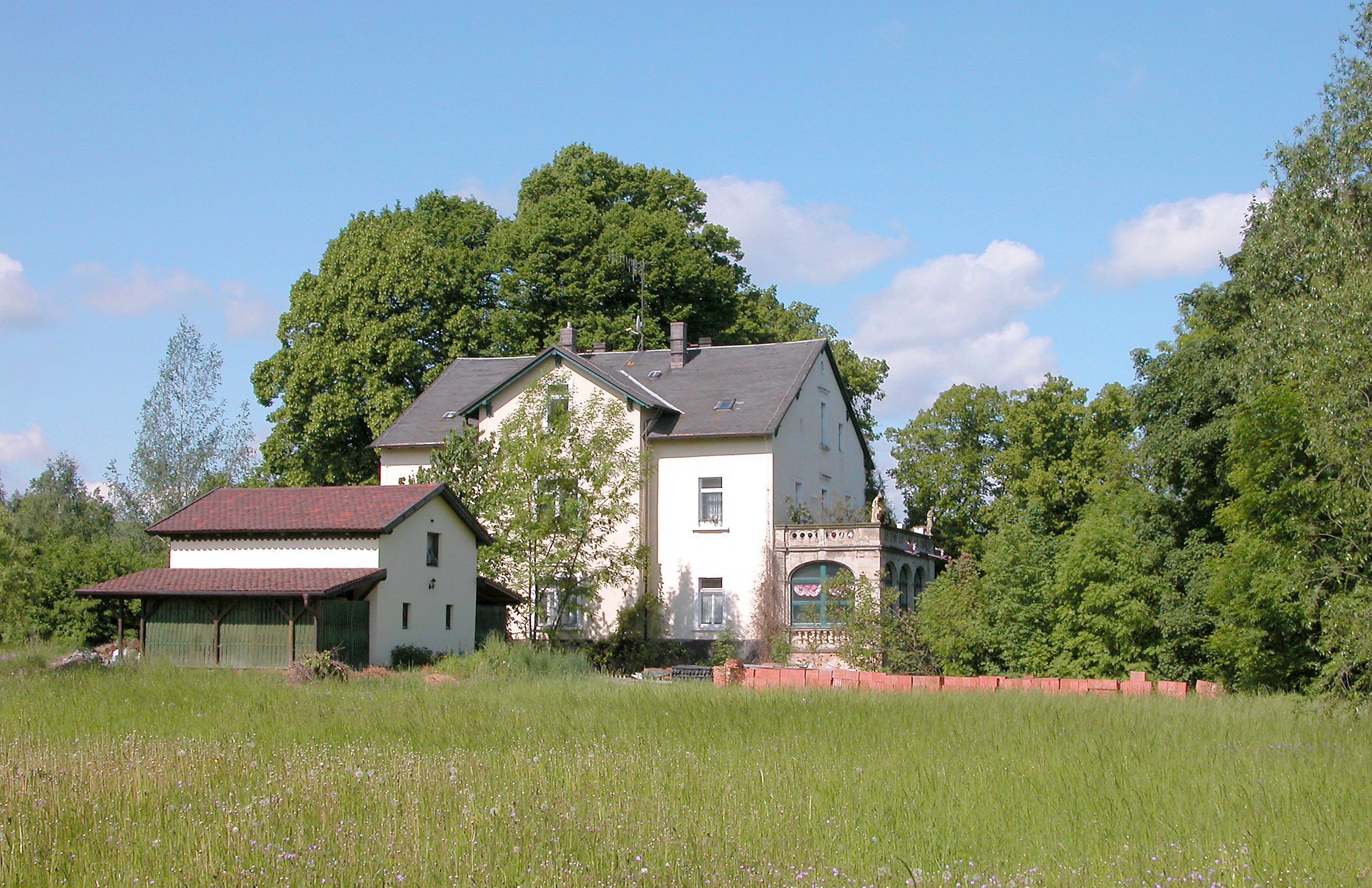
Herrenhaus des ehemaligen Ritterguts Steinbach

Steinbach ist ein zur Ortschaft Neukirchen gehöriger Ortsteil der Gemeinde Reinsberg im Landkreis Mittelsachsen (Freistaat Sachsen). Er wurde am 1. Juli 1950 nach Neukirchen eingemeindet, mit dem er am 1. März 1994 zur Gemeinde Reinsberg kam.

## Geografie

### Lage
Steinbach liegt im östlichen Ausläufer des Erzgebirgsvorlandes. Der Ort liegt am Steinbach, einem Zufluss der Triebisch. Der Ort grenzt an das Landschaftsschutzgebiet „Triebischtal“.

### Nachbarorte
| Neukirchen    | Blankenstein                                |             |
|               | Kompassrose, die auf Nachbargemeinden zeigt | Helbigsdorf |
| Dittmannsdorf |                                             | Mohorn      |

## Geschichte

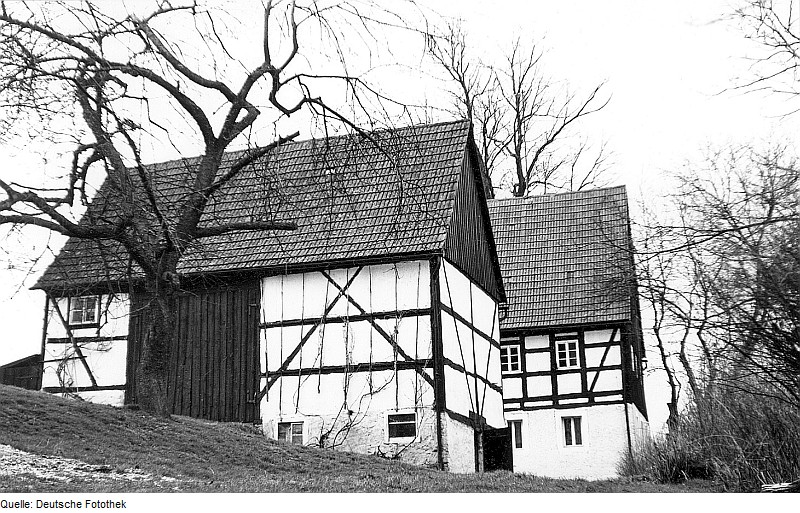
Kriegers Mühle in Steinbach

Steinbach wurde im Jahr 1428 als „Steinbach“ erwähnt. Das örtliche Rittergut wurde als solches erstmals im Jahr 1551 erwähnt. Zwischen 1360 und 1535 gehörte es verschiedenen Mitgliedern der Familie von Bora, die es um 1535 an die Freiberger von Alnpeck veräußerten. Zu dieser Zeit wurde Peter von Alnpeck als Besitzer des Gutes genannt. Zu Beginn des 17. Jahrhunderts besaß es Hans von Loß, auf den bis 1740 die Familie von Erdmannsdorff folgte. Danach ging das Rittergut an den dänischen Generalmajor von Mörner, der es später seinem Schwiegersohn aus der Familie von Schönberg überließ. Spätere Besitzer waren die Familie von Miltitz, die Familie von Gersdorf und bis 1860 die Familie von Zedtwitz. Im Zuge der Bodenreform 1945 wurde das Rittergut aufgelöst. Das Herrenhaus blieb erhalten.
Steinbach gehörte bis 1856 zum kursächsischen bzw. königlich-sächsischen Kreisamt Meißen. 1856 wurde der Ort dem Gerichtsamt Wilsdruff und 1875 der Amtshauptmannschaft Meißen angegliedert.
Am 1. Juli 1950 erfolgte die Eingemeindung von Steinbach in den Nachbarort Neukirchen. Durch die zweite Kreisreform in der DDR kam Steinbach als Teil der Gemeinde Neukirchen am 25. Juli 1952 zum Kreis Freiberg im Bezirk Chemnitz (1953 in Bezirk Karl-Marx-Stadt umbenannt), der ab 1990 als sächsischer Landkreis Freiberg fortgeführt wurde. Am 1. März 1994 wurden die Gemeinden Bieberstein, Dittmannsdorf, Neukirchen und Reinsberg zur neuen Gemeinde Reinsberg zusammengeschlossen. Neukirchen und Steinbach bilden seitdem eine von fünf Ortschaften der Gemeinde Reinsberg. Seit 2008 gehört der Ort zum Landkreis Mittelsachsen.

## Mit Steinbach verbundene Persönlichkeiten
- Joachim Jansong (1941 – 2022), Grafiker und Fotografiker